# Alain Colmerauer
Alain Colmerauer (Carcassona, 24 de gener de 1941 - Marsella, 12 de maig de 2017), va ser un enginyer en computació i professor universitari francès que va participar en la creació del llenguatge de programació Prolog.

## Biografia
Alain Marie Albert Colmerauer va estudiar a l'Institut Politècnic de Grenoble Ensimag. Més tard, va obtenir el títol de doctor per la Universitat de Grenoble-Alps amb una tesi sobre l'anàlisi sintàctica dels llenguatges de programació. Després d'una estada científica a Montreal, va treballar sobre els sistemes de traducció automàtica, especialment de l'anglès al francès. Va inventar l'anomenat sistema Q, el què va portar posteriorment al naixement del llenguatge Prolog.
Va ser professor de la Universitat de la Mediterrània, l'Aix-Marseille II. A més a més, va continuar els seus treballs als equips de processament de llenguatges, com la gramàtica de la metamorfosi. Va desenvolupar el llenguatge Prolog amb Philippe Roussel a partir del 1972, creant d'aquesta manera la base de la nova Programació lògica.
Cap a 1980, Colmerauer va e sdevenir un dels assessors principals del projecte japonès per a equips de 5a Generació, coneguda com a 5G, la qual cosa el portaria posteriorment al desenvolupament del Prolog d'Ehud Shapiro. A continuació, va crear Prolog III i, més endavant, centrant-se cada cop més en la programació amb restriccions, Prolog IV (1996) i la lògica de la programació amb restriccions.
Va estudiar després qüestions més teòriques en relació amb la informàtica quàntica i la lògica del primer ordre.
Finalment, Alain Colmerauer va morir el 12 de maig de 2017 a Marsella.

## Distincions
- Pomme d'or de Software el 1982, atorgat per Apple França per la implementació de Prolog II en un Apple II (premi compartit amb Henry Kanoui i Michel Van Caneghem).
- Premi 1984 del Consell regional de la regió de Provence-Alpes-Côte d'Azur.
- Premi Michel Monpetit 1985, expedit per l'Acadèmia Francesa de les Cièncise
- Cavaller de la Legió d'honor el 1986.
- Membre associat de l'Associació americana d'intel·ligència artificial, 1991.
- Corresponent (editor associat) de l'Acadèmia Francesa de les Ciències a la secció de Matemàtiques.

## Publicacions
- Alain Colmerauer, Henry Kanoui et Michel Van Caneghem, Prolog bases théoriques et développements actuels, Techniques et Science Informatiques, vol. 2, número 4, 1983.
- Frédéric Benhamou, Alain Colmerauer, Constraint Logic programming, Selected Research., MIT Press, 1993